# Козаченко Денис Юрійович
Дени́с Ю́рійович Козаче́нко (нар. 2 вересня 1991 — 18 лютого 2015) — молодший сержант Збройних сил України, учасник російсько-української війни.

## Життєвий шлях
2008 року закінчив Криворізьку ЗОШ № 120, по тому — Криворізький професійний ліцей, здобув спеціальність електромонтера з ремонту та обслуговування електрообладнання.
Мобілізований 17 травня 2014-го, молодший сержант, командир відділення польових кабельних ліній зв'язку 40-го окремого мотопіхотного батальйону.
Загинув 18 лютого 2015-го під час виходу військових сил з Дебальцевого.
На початку березня 2015-го похований, як невпізнаний безіменний Герой на кладовищі в Дніпропетровську, у червні 2015 року експертиза ДНК підтвердила його загибель.
Перепохований 1 липня 2015-го в місті Кривий Ріг, Центральне кладовище, Алея Слави.

## Нагороди та вшанування
- Указом Президента України № 553/2015 від 22 вересня 2015 року — орденом «За мужність» III ступеня (посмертно)[1]
- відзнака міста Кривий Ріг «За Заслуги перед містом» 3 ступеня (посмертно)
- У криворізькій ЗОШ № 120 відкрито меморіальну дошку випускнику Денису Козаченку